# الکترا لاکس
الکترا لاکس (به انگلیسی: Elektra Luxx) فیلمی در ژانر کمدی به کارگردانی سباستین گوتیه‌رز است.

## داستان
یک بازیگر فیلم‌های پورنو بنام «الکترا لوکس» (کارلا گوجینو) وقتی می‌فهمد که باردار شده است، زندگی اش کاملاً زیر و رو می‌شود.